# Hurrikan John
Hurrikan John oder auch Taifun John, JMA-Ordnungsbezeichnung 9420, Benennung des JTWCs 10E, bildete sich während der pazifischen Hurrikansaison 1994 im östlichen Pazifik und wurde zum längsten andauernden tropischen Wirbelsturm und dem Wirbelsturm mit der zweitlängsten Zugbahn, der seit Beginn der systematischen Wetterbeobachtungen weltweit aufgezeichnet wurde. John bildete sich während des starken El Niño von 1991 bis 1994 und erreichte seinen Höhepunkt als Kategorie-5-Hurrikan auf der Saffir-Simpson-Hurrikan-Windskala.
Während seiner Existenz legte das Sturmzentrum innerhalb von 31 Tagen einen Weg von mehr als 13.000 km zurück, der vom östlichen Pazifik in den Westpazifik und zurück in den Zentralpazifik reichte. Dabei war John durch seine Existenz in zwei Beobachtungsgebieten tropischer Wirbelstürme einer der wenigen Zyklone im Pazifik, die sowohl als Hurrikan als auch als Taifun klassifiziert waren. Obwohl John einen Monat existierte, hatte er aufgrund der Größe des Pazifiks nahezu keine Auswirkungen auf Land – die Inselgruppe Hawaiʻi und das Johnston-Atoll waren nur minimal betroffen.

## Sturmverlauf

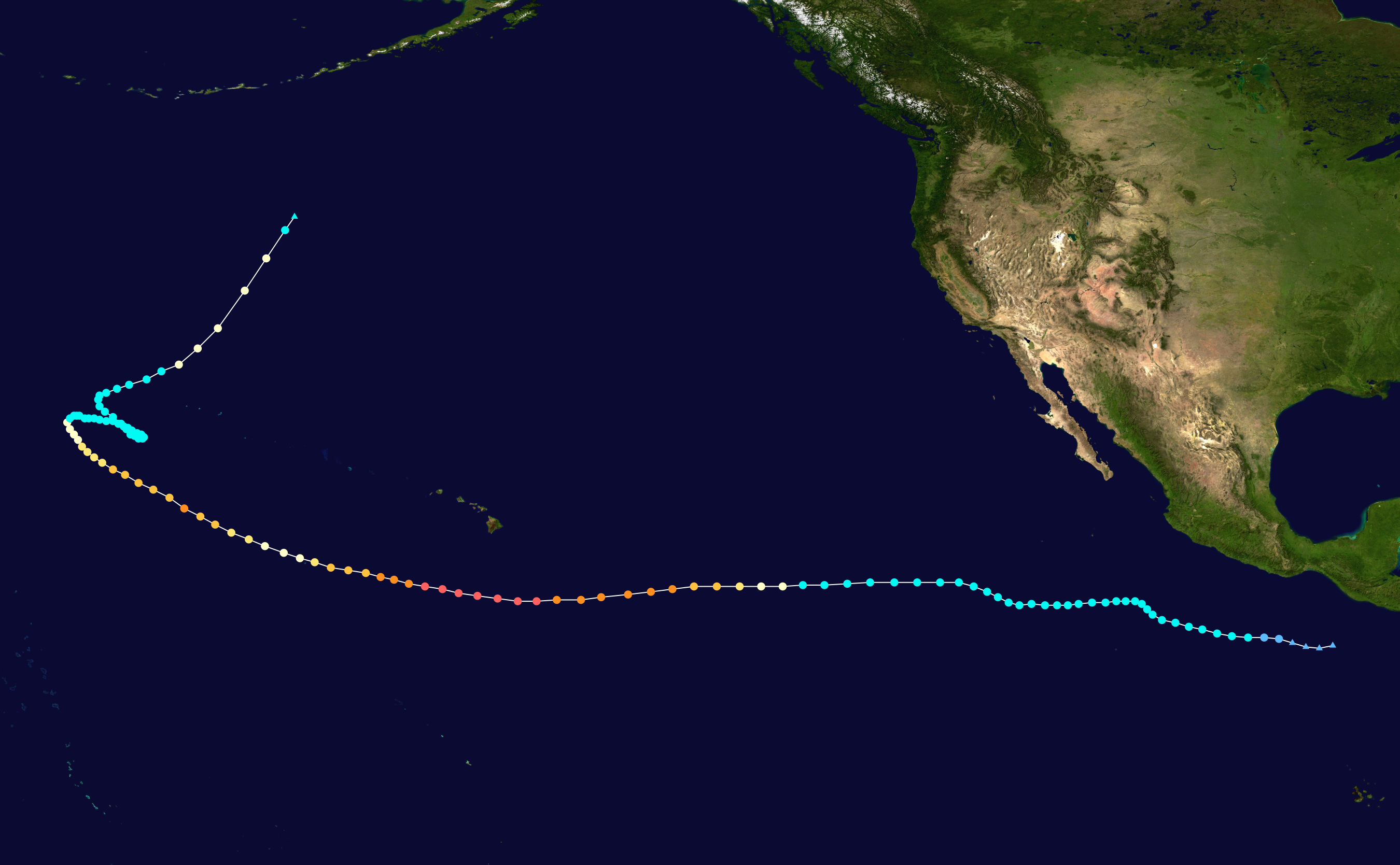
Zugbahn von Hurrikan/Taifun John

Das National Hurricane Center (NHC) identifizierte im Nachhinein eine tropische Welle, die sich am 25. Juli von der Küste von Westafrika löste, als Ursprung des späteren Hurrikans John. Die Bedingungen im Atlantik waren ungünstig für die Entwicklung eines tropischen Systems und so setzte die Welle ihre Wanderung ohne Entwicklung nach Westen fort, bis sie am 8. August den Pazifischen Ozean erreichte. Dort setzte eine langsame Organisierung ein und am 11. August wurde das System vom NHC als Tropisches Tiefdruckgebiet Zehn-E klassifiziert, als es sich etwa 300 Seemeilen südsüdöstlich von Acapulco, Mexiko befand. Die Voraussetzungen für eine Entwicklung waren nicht ideal, trotzdem bildete das System Bandstrukturen und eine gut definierten Ausströmung aus und im Tagesverlauf intensivierte sich das Tiefdruckgebiet zu einem tropischen Sturm, der den Namen John erhielt.
Ein starker Hochdruckrücken über dem nordöstlichen Pazifischen Ozean zwang John auf eine westliche Zugbahn, auf der Windscherung in der Höhe Johns Stärke auf die eines tropischen Sturmes beschränkte. Die Stärke des Sturmes schwankte deutlich, da auch die Windscherung nicht gleichmäßig war. Mehr als einmal sorgte die Windscherung für das Verschwinden eines Großteiles von Johns Wolkensystem und verursachte beinahe die Abschwächung zu einem tropischen Tiefdruckgebiet. Nach acht Tagen der Wanderung über den Pazifik ließ die Windscherung am 19. August jedoch wesentlich nach und um 17:00 Uhr PDT (0:00 Uhr UTC am 20. August) erreichte John Hurrikanstärke. Während der folgenden achtzehn Stunden intensivierte sich John zu einem schweren Hurrikan in der Kategorie 3. Am 20. August um 18:00 Uhr UTC gelangte er mit der Überschreitung des 140. Grades westlicher Länge in den Zentralpazifik und das Verantwortungsgebiet des Central Pacific Hurricane Centers.
Der Hurrikan setzte seine langsame westwärts gerichtete Wanderung fort und verstärkte sich dabei, da die Bedingungen südlich von Hawaiʻi günstig waren; am 22. August hatte John die höchste Kategorie auf der Saffir-Simpson-Hurrikan-Windskala erreicht. Er erreichte einige Stunden später seine größte Intensität mit andauernden Windgeschwindigkeiten von 280 km/h. An diesem Tag (in der Zeitzone, in der die hawaiischen Inseln liegen) machte der Sturm seine größte Annäherung an die Inselgruppe, an der er etwa 500 km südlich vorbeizog. Einige Tage zuvor sah es danach aus, dass John nach Norden drehen und die Inseln bedrohen würde; der Hochdruckrücken, der typischerweise die Inseln vor Hurrikanen schützt, hielt John jedoch auf seinem südlicher verlaufenden Pfad. Heftiger Regen und stürmischer Wind von den äußeren Regenbändern wirkte sich allerdings auf die Inseln aus.
Nachdem der Hurrikan Hawaiʻi hinter sich gelassen hatte, begann John eine sanfte Kurve nach Norden und nahm einen fast direkten Kurs auf das Johnston-Atoll, das lediglich von einem Militärstützpunkt der Vereinigten Staaten besetzt ist. Die Windscherung nahm wieder zu und infolgedessen verlor John langsam an Stärke. John erreichte nur noch Windgeschwindigkeiten von 145 km/h, ein Hurrikan der Kategorie 1. Am 25. August Ortszeit erreichte John die geringste Entfernung an das Atoll, das er nur 25 km nördlich passierte. Auf dem Stützpunkt wurden andauernde Windgeschwindigkeiten von 95 km/h gemessen, also in der Stärke eines tropischen Sturms und Böen erreichten bis zu 120 km/h.

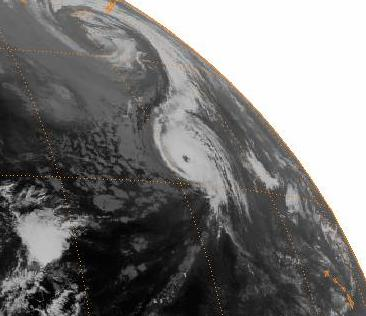
Hurrikan John zum Zeitpunkt seiner größten Intensität im westpazifischen Becken.

Das Johnston-Atoll verlassend, drehte John nach Nordwesten ab und begann sich erneut zu intensivieren, als die Windscherung nachließ. Am 27. August Ortszeit erreichte John einen sekundären Höhepunkt mit Windgeschwindigkeiten von 210 km/h. Kurz darauf überquerte John die Datumsgrenze bei etwa 22° nördlicher Breite und gelangte in das Beobachtungsgebiet des Joint Typhoon Warning Center (JTWC) auf Guam. Durch seinen Aufenthalt im westlichen Pazifischen Ozean wurde Hurrikan John zum Taifun John. Kurz nach dem Überschreiten der Datumsgrenze schwächte sich John wieder ab und die Vorwärtsbewegung kam fast zum Stillstand. Am 1. September hatte sich Taifun John zum tropischen Sturm abgeschwächt und veränderte seine Position knapp westlich der Datumsgrenze kaum. Dort blieb der Sturm die nächsten sechs Tage, während John eine mehrere Tage andauernde Schleife entgegen dem Uhrzeigersinn zog, bis am 7. September ein Trog in die Gegend gelangte und John schnell nach Nordosten abzog. Am 8. September überquerte John die Datumslinie wieder nach Osten und gelangte erneut in den Zentralpazifik.
Dort angelangt erreichte John seinen tertiären Höhepunkt mit Windgeschwindigkeiten von 145 km/h als starker Kategorie-1-Hurrikan, ein gutes Stück nördlich der Midwayinseln. Der Trog nahm die Struktur von John auseinander und das kalte Wasser des nördlichen Zentralpazifiks tat sein Übriges. Am 10. September wurde die 120. Sturmwarnung zu John ausgegeben, mit der das System als außertropisch erklärt wurde, etwa 1600 km südlich von Unalaska.

## Vorhersageprobleme
Während der Zeit, die John im westlichen Pazifischen Ozean verbrachte, hatte das Joint Typhoon Warning Center (JTWC) Schwierigkeiten bei der Prognose und sogar bei der Einschätzung der jeweils aktuellen Intensität. John schwächte sich nach dem Übertritt in den westlichen Pazifik ab und vor der späteren Revision wurden vier aufeinander folgende Sturmanalysen veröffentlicht, die John zu einem tropischen Tiefdruckgebiet erklärten. Jede dieser Verlautbarungen kündigte die bevorstehende Auflösung an. Als John beständig weiter existierte und sich nicht den Voraussagen des JTWCs entsprechend auflöste, wurde das System zum minimalen tropischen Sturm hochgestuft. Zu diesem Zeitpunkt meldeten zwei Schiffe andauernde Windgeschwindigkeiten von mindestens 55 Knoten (100 km/h), weitaus stärker als die offizielle Windgeschwindigkeit von 35 Knoten (65 km/h). Alle Voraussagen des JTWCs Lügen strafend verstärkte sich John nach dem Wiedereintritt in das zentralpazifische Becken zum Kategorie-1-Hurrikan. In seiner späteren Nachanalyse setzte das JTWC die vermutliche Windgeschwindigkeit für jede seiner Sturmwarnungen zwischen dem 1. September 12:00 UTC und der letzten Warnung genau eine Woche später um 5–25 Knoten (10–45 km/h) hinauf.

## Wetterrekorde
| Name      | Saison |
| --------- | ------ |
| Patsy     | 1959   |
| "Mexico"  | 1959   |
| Ava       | 1973   |
| Emilia    | 1994   |
| Gilma     | 1994   |
| John      | 1994   |
| Guillermo | 1997   |
| Linda     | 1997   |
| Elida     | 2002   |
| Hernan    | 2002   |
| Kenna     | 2002   |
| Ioke      | 2006   |
| Rick      | 2009   |
| Celia     | 2010   |
| Patricia  | 2015   |

 Während seiner 31 Tage andauernden Existenz stellte John eine Reihe von Wetterrekorden auf. Er ist der am längsten andauernde tropische Wirbelsturm nicht nur im Pazifischen Ozean, sondern weltweit und ließ dabei die vorherigen Rekordhalter im Pazifik Hurrikan Tina von 1992 mit 24 Tagen und weltweit, dem San-Ciriaco-Hurrikan von 1899 mit 28 Tagen hinter sich. Außerdem legte John trotz seiner großteils geringen Zuggeschwindigkeit mit 13.000 Kilometern die größte Zugstrecke eines tropischen Wirbelsturms im östlichen Pazifik zurück, im weltweiten Vergleich legte lediglich Supertaifun Ophelia 1960 einen größeren Weg zurück.
Die Luftdruckbeobachtungen von Johns Höhepunkt sind nicht vollständig, weil das CPHC damals den Luftdruck nicht beobachtete, aber ein Flugzeug der Air Force Reserve führte eine oberflächennahe Messung durch, bei der 929 mbar (hPa) gemessen wurden. Dadurch war John einer der intensivsten Hurrikane, die jemals im Zentralpazifik aufgezeichnet wurden; Hurrikan Gilma erreichte 1994 zwar einen niedrigeren Luftdruck, erreichte aber langsamere Windgeschwindigkeiten. (Die Intensität wird anhand des Luftdrucks beurteilt, der zwar mit den Windgeschwindigkeiten in Beziehung steht, aber nicht direkten Einfluss hat.) John war erst der dritte Hurrikan, der im Zentralpazifik die Kategorie 5 der Saffir-Simpson-Hurrikan-Windskala erreichte, nach den Hurrikanen Patsy 1959 und Gilma, früher in der Saison 1994. John erreichte mit 280 km/h die höchste Windgeschwindigkeiten im zentralpazifischen Becken. Seit 1994 existierte im Zentralpazifik nur ein weiterer Kategorie-5-Hurrikan, Hurrikan Ioke, der mit einem geringeren Luftdruck als John niedrigere Windgeschwindigkeiten erreichte. Da die Aufzeichnungen über den Luftdruck zu John nicht komplett sind, ist es durchaus plausibel, dass John zum Zeitpunkt seiner größten Stärke einen niedrigeren Luftdruck gehabt haben könnte; zum Zeitpunkt der Messung von 929 mbar betrug die Windgeschwindigkeit 260 km/h.
Zudem war John einer von nur drei bekannten tropischen Wirbelstürmen, die von Westen her in den mittleren Pazifischen Ozean gelangten. Zuvor traf das nur 1980 mit dem Tropischen Sturm Carmen und 1985 mit dem Tropischen Sturm Skip zu.

## Auswirkungen
John hatte Auswirkungen auf die Hawaiʻi-Inseln und das Johnston-Atoll, die aber eher gering waren.
Bei Johns Vorbeizug etwa 550 km südlich von Hawaiʻi waren auf den Inseln stärkere Winde und eine raue Brandung an den südöstlichen und südlichen Küsten bemerkbar und später, als John sich westwärts bewegte, auch an den südwestlichen und westlichen Ufern. Die Wellen erreichten eine Höhe von zwei bis drei Metern, wodurch strandnahe Gebiete in Kailua-Kona unter Wasser gesetzt wurden. Heftiger Regen verursachte auf Hawaiʻi geringere Schäden durch örtliche Überflutungen und kurzzeitige Straßensperrungen. Auf Hawaiʻi führte John zu keinen Personenschäden.
Als John innerhalb von 25 km am Johnston-Atoll vorbeizog, hatte sich der Hurrikan zu einem Kategorie-1-System abgeschwächt. Außerdem treten auf der Nordhalbkugel die stärksten Winde und heftigsten Regenfälle auf der rechten Seite der Zugbahn eines tropischen Wirbelsturmes, sodass das Atoll auf der südlichen Seite des Hurrikans gelegen die größte Kraft des Hurrikans erspart blieb. Trotzdem war vorsichtshalber die etwa 1100 Soldaten umfassende Garnison auf dem Johnston-Atoll evakuiert worden, als sich John dem Atoll annäherte. Die Schäden an Bauwerken waren deutlich, doch die geringe Ausdehnung der Insel und die funktionelle Bauweise auf dem Stützpunkt führte dazu, dass die Schäden insgesamt gering blieben. Dennoch summierte sich der Sachschaden auf rund 15 Millionen US-Dollar.
Trotz der rekordbrechenden Dauer von John gab es aufgrund der geringen Auswirkungen durch den Hurrikan/Taifun keinen Grund für die World Meteorological Organization, John von der Liste der Namen tropischer Wirbelstürme zu streichen. Er wurde 2000 und 2006 wieder verwendet und ist auf der Liste für die Saison 2012.